# Lesnica (Serbia)
Lesnica (cyr. Лесница) – wieś w Serbii, w okręgu pczyńskim, w gminie Trgovište. W 2011 roku liczyła 97 mieszkańców.